# Mimoides branchus
Mimoides branchus is een vlinder uit de familie van de pages (Papilionidae). De wetenschappelijke naam van de soort is, als Papilio branchus, voor het eerst geldig gepubliceerd in 1846 door Edward Doubleday. Dit taxon wordt ook wel beschouwd als een ondersoort van Mimoides ilus (Fabricius, 1793).